# 시아카 티에네
시아카 티에네(프랑스어: Siaka Tiéné, 1982년 2월 22일, 아비장 ~) 은 코트디부아르의 전 축구 선수이다. 포지션은 레프트 백이다.

## 같이 보기
- A매치 100경기 이상 출전한 축구 선수 명단